# Kershaw County
Kershaw County är ett administrativt område i delstaten South Carolina, USA. År 2010 hade countyt 61 697 invånare. Den administrativa huvudorten (county seat) är Camden. 

## Geografi
Enligt United States Census Bureau har countyt en total area på 1 917 km². 1 880 km² av den arean är land och 36 km² är vatten. 

### Angränsande countyn
- Lancaster County, South Carolina - nord
- Chesterfield County, South Carolina - nordöst
- Darlington County, South Carolina - öst
- Lee County, South Carolina - sydöst
- Sumter County, South Carolina - sydöst
- Richland County, South Carolina - sydväst
- Fairfield County, South Carolina - väst